# Гарольд I
Гарольд I (Гарольд Заячья лапа; англ. Harold Harefoot; ок. 1015 — 17 марта 1040) — король Англии в 1035—1040 годах из династии Кнютлингов.
Прозвище «Заячья лапа» (в других переводах — «Заячья нога»), по преданию, получил за скорость в беге и охотничьи умения.

## Биография
Гарольд был незаконнорождённым сыном короля Англии, Дании и Норвегии Кнуда Великого и Эльфгифу Нортгемптонской.
После смерти Кнуда Великого в 1035 году престол Англии и Дании должен был унаследовать единственный законный сын Кнуда Хардекнуд, управлявший в конце жизни своего отца Данией. Однако угроза вторжения норвежского короля Магнуса I не позволила Хардекнуду прибыть в Англию для вступления на престол. Этим воспользовалась часть английских магнатов во главе с эрлом Леофриком и Эльфгифу Нортгемптонской, которые предложили избрать регентом страны Гарольда. На совете в Оксфорде в начале 1036 года сторонники Гарольда и Хардекнуда достигли компромисса: Гарольд становился регентом Англии, а королева-мать Эмма Нормандская сохраняла свой двор, гвардию хускерлов и контроль над королевской казной. Тем не менее Гарольд напал на резиденцию Эммы в Уинчестере и захватил казну. К концу 1037 года все магнаты Англии признали Гарольда своим королём, а Эмма бежала из страны.
По мнению некоторых историков, власть в стране в период правления Гарольда фактически принадлежала его матери Эльфгифу. В 1036 году в Англию прибыл Альфред Этелинг, младший сын короля Этельреда Неразумного, сохраняющий права на английский престол. Опасаясь, что его присутствие в стране спровоцирует свержение Гарольда, сторонники последнего во главе с эрлом Годвином арестовали Альфреда, выкололи ему глаза, из-за чего тот вскоре скончался. Смерть Альфреда Этелинга восстановила против Гарольда не только Хардекнуда, приходившегося единоутробным братом убитому, но и герцога Нормандии, под защитой которого проживал Альфред.
Позиции Гарольда в Англии были достаточно прочными, по крайней мере, не известно о наличии какого-либо недовольства или оппозиционной королю партии среди англо-датской знати. Однако в Дании Хардекнуд подготавливал вторжение. Достигнув компромисса с Норвегией в 1039 году, Хардекнуд собрал крупный флот и отплыл отвоёвывать Англию. Войны удалось избежать: 17 марта 1040 года Гарольд I неожиданно скончался. Хардекнуд высадился в Уэссексе и вскоре был провозглашён английским королём. Тело Гарольда было извлечено из могилы в Вестминстерском аббатстве и брошено в болото у берегов Темзы.